# Камели
Камели (ед. число камел, на английски: camels) е двойка понтони, използвани за намаляване на газенето на кораб и осигуряване на преминаването му през плитководие.
Използват се минимум от 16 век в Северна Европа, преди всичко в Нидерландия, в Делтата на Рейн-Маас-Схелде. За поставянето на кораба на камели те се пълнят с баластна вода и се подвеждат под дъното на кораба. След закрепването му баласта се изпомпва с помощта на ръчни помпи и камелите, заедно с кораба, изплуват. В това състояние корабът е готов за преминаване над плитчините. След преминаването камелите се пълнят отново, корабът се отделя от тях и е готов за самостоятелно плаване.
Камели имат широко използване в плитководните пристанища и заливи. Например, в Русия на тях се извеждат в Балтийско море кораби, построени на Ладога и на Свир, а в Азовско море – построените във Воронеж.
С развитието на техниката и появата на плаващите докове значението на камелите се намалява, но във второстепенни пристанища те продължават да се използват и до 20 век благодарение на относителната си икономичност за построяване и простота на експлоатиране и обслужване. Те са несамоходни, а помпите им са ръчни, което позволява използването им даже на необорудвани места. Така например, камели са използвани в Торбей, Пул и Грийнок по време на Втората световна война.